# 乡饮乡
乡饮乡，是中华人民共和国山東省泰安市宁阳县下辖的一个乡镇级行政单位。

## 行政区划
乡饮乡下辖以下地区：
乡饮村、常家屯村、南赵庄村、崇化村、保安店村、沙河庄村、汉马河村、韦周村、五厂村、柳云村、八官庄村、金马村、蛮家营村、郭家沟村和龙堂村。